# Black Eagle (1988)
Black Eagle is een Amerikaanse actiefilm uit 1988, geregisseerd door Eric Karson met in de hoofdrollen Sho Kosugi, Jean-Claude Van Damme en Doran Clark. De filmopnames zijn gemaakt op het eiland Malta in de Middellandse Zee. De film werd op 19 mei 1988 in de Verenigde Staten uitgebracht.

## Verhaal
Ken Tani (Sho Kosugi) is een meester in de vechtkunst en speciale agent voor de Amerikaanse regering met de codenaam "Black Eagle". Tani wordt opgeroepen door zijn superieuren, nadat een F-111 vliegtuig met een experimenteel wapen boven Malta wordt neergeschoten door Russische troepen. Een groep elite KGB-agenten, waaronder de geharde en mysterieuze Andrei (Jean-Claude Van Damme), is naar Malta gestuurd om het apparaat op te sporen en te bemachtigen. Tani reist samen met CIA-agent Patricia Parker (Doran Clark) naar Malta om het apparaat te vinden, voordat de KGB dat doet. Dit leidt tot een onvermijdelijke confrontatie tussen Tani en KGB-agent Andrei.

## Rolverdeling
| Acteur                | Personage                 |
| --------------------- | ------------------------- |
| Sho Kosugi            | Ken Tani                  |
| Jean-Claude Van Damme | Andrei                    |
| Doran Clark           | Patricia Parker           |
| Bruce French          | vader Joseph Bedelia      |
| Vladimir Skomarovsky  | kolonel Vladimir Klimenko |
| William Bassett       | Dean Rickert              |
| Kane Kosugi           | Brian Tani                |
| Shane Kosugi          | Denny Tani                |
| Alfred Mallia         | Peter                     |

## Ontvangst
Critici gaven de film over het algemeen een gemengde ontvangst.